# Anwar Abdullin
Anwar Abdullin (tat. Әнвәр Габдулла улы Габдуллин, ros. Анва́р Абдулли́нович Абду́ллин, ur. 23 maja?/5 czerwca 1917 we wsi Starodiumejewo w guberni ufijskiej, zm. 28 października 2002 w Ufie) – radziecki wojskowy i działacz partyjny tatarskiego pochodzenia, Bohater Związku Radzieckiego (1945).

## Życiorys
Ukończył technikum spółdzielcze w Ufie, po czym pracował w mleczarni. Od 1939 w Armii Czerwonej, od lipca 1941 uczestnik II wojny światowej, od 1943 w WKP(b). Walczył kolejno na Froncie Karelskim, Stalingradzkim, Zachodnim i 3 Białoruskim. 21 sierpnia 1944 jako dowódca działonu 846 Pułku Artylerii 277 Dywizji Piechoty 5 Armii 3 Frontu Białoruskiego w stopniu starszego sierżanta podczas walk koło wsi Klepy niedaleko Kowna wyróżnił się męstwem w starciu z jednostką niemieckiej piechoty wspartej czołgami i w dużym stopniu przyczynił się do zwycięstwa oddziału Armii Czerwonej; za to 24 marca 1945 Prezydium Rady Najwyższej ZSRR nadało mu tytuł Bohatera ZSRR. Po wojnie funkcjonariusz partyjny, był m.in. sekretarzem rejonowego komitetu partyjnego w Ufie i instruktorem Baszkirskiego Obwodowego Komitetu KPZR. 1960 ukończył Wyższą Szkołę Partyjną przy KC KPZR. 1959-1986 sekretarz komitetu fabrycznego w zakładzie wyrobów gumowych w Ufie oraz zastępca dyrektora. Następnie na emeryturze.

## Odznaczenia
- Złota Gwiazda Bohatera ZSRR (24 marca 1945)
- Order Lenina (24 marca 1945)
- Order Rewolucji Październikowej
- Order Wojny Ojczyźnianej I klasy (6 kwietnia 1985)
- Order Wojny Ojczyźnianej II klasy (24 marca 1945)
- Order Czerwonej Gwiazdy (8 kwietnia 1944)
- Medal „Za Odwagę” (ZSRR) (10 lutego 1943)
- Medal „Za obronę Stalingradu” (1943)

I medale.